# Ziegenberg 123 (Marienborn)

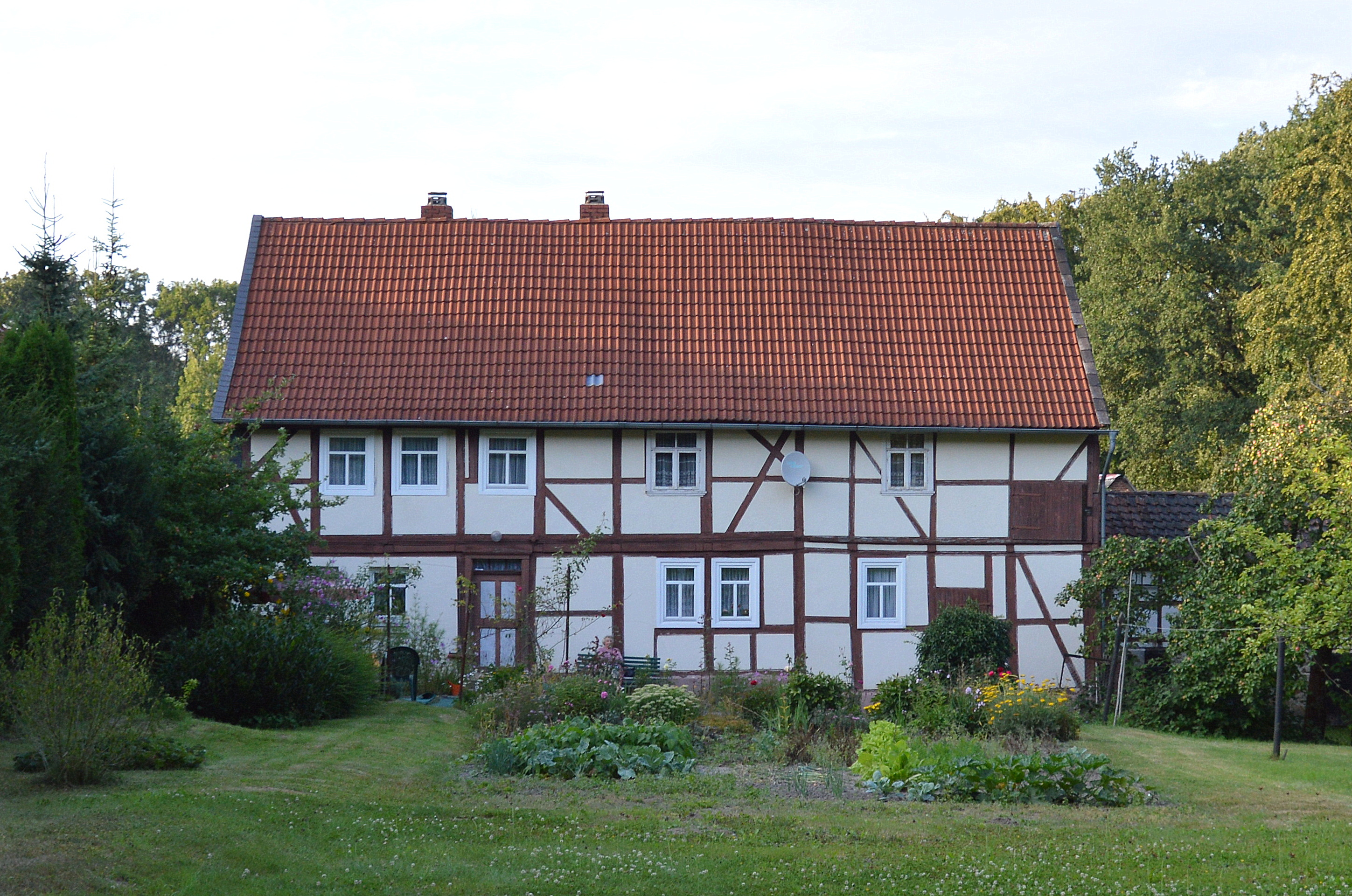
Haus Ziegenberg 123

Das Gebäude Ziegenberg 123 ist ein denkmalgeschütztes Wohnhaus im zur Gemeinde Sommersdorf in Sachsen-Anhalt gehörenden Dorf Marienborn.
Es befindet sich am südlichen Rand des Dorfes.
Das zweigeschossige Fachwerkhaus entstand in der Mitte des 18. Jahrhunderts und ist weitgehend unverändert erhalten. Es bestehen Nebengebäude. Südlich ist dem Haus ein großer Garten mit Obstbäumen vorgelagert.
Im örtlichen Denkmalverzeichnis ist das Wohnhaus unter der Erfassungsnummer 094 56178 als Baudenkmal verzeichnet.